# Ann Bedsole

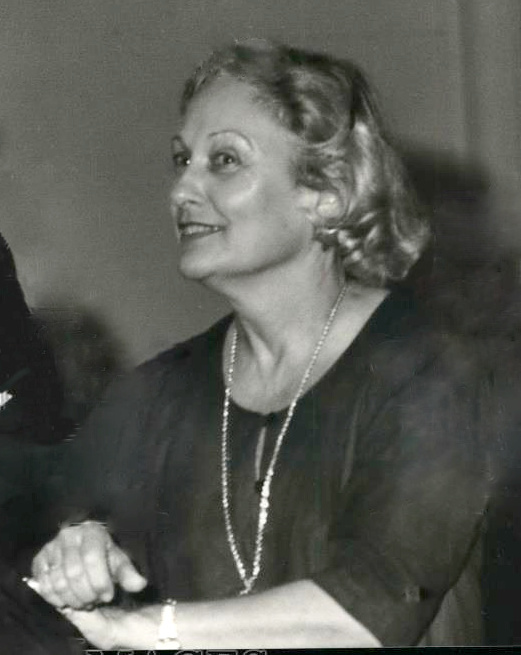
Ann Bedsole (1985)

Ann Smith Bedsole (Geburtsname: Ann Smith; * 7. Januar 1930 in Selma, Dallas County, Alabama) ist eine US-amerikanische Politikerin der Republikanischen Partei, die von 1979 bis 1983 Mitglied des Repräsentantenhauses von Alabama sowie zwischen 1983 und 1995 als erste Frau Mitglied des Senats von Alabama war.

## Leben
Ann Smith Bedsole, Tochter von Malcolm White Smith (1891–1964) und Sybil Marie Huey Smith (1903–1993), verzog 1935 mit der Familie nach Jackson, Alabama, wo ihr Vater ein Sägewerk kaufte und in dem sie als Teenager arbeitete. Nach dem Besuch der High School in Waynesboro begann sie ein Studium an der University of Alabama und der University of Denver. Sie war für die Republikanische Partei auf der Republican National Convention vom 13. bis 16. Juli 1964 im Cow Palace in San Francisco Eratzdelegierte für Alabama und wurde 1966 Mitglied des Alabama Republican State Executive Committee, des Parteivorstandes der Republikaner in diesem Bundesstaat. Auf der Republican National Convention, die vom 21. bis 23. August 1972 im Convention Center in Miami Beach stattfand, war sie Delegierte für Alabama und gehörte bei der US-Präsidentschaftswahl 1972 dem Wahlmännerkollegium (Electoral College) an und stimmte dabei für Richard Nixon und dessen Vizepräsidentschaftskandidaten Spiro Agnew.

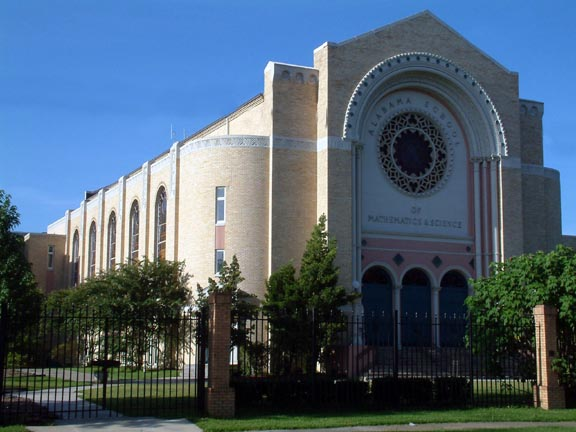
Die Alabama School of Mathematics and Science (ASMS) in Mobile, an deren Gründung Senatorin Ann Bedsole 1989 maßgeblich beteiligt war.

Ann Bedsole ist Eigentümerin und Betreiberin von Bedsole Farms sowie Präsidentin und Vorstandsvorsitzende der White Smith Land Co sowie außerdem Vorsitzende des Verteilungsausschusses des Sybil H. Smith Charitable Trust. Am 8. November 1978 wurde sie als erste republikanische Frau ohne Gegenkandidaten zum Mitglied des Repräsentantenhauses von Alabama gewählt und vertrat in diesem vom 3. Januar 1979 bis zum 3. Januar 1983 den Wahlkreis „101st District“. Daraufhin wurde sie am 2. November 1983 im Wahlkreis „34th District“ mit 16.596 Stimmen (51,92 Prozent) als erste Frau zum Mitglied des Senats von Alabama gewählt und gehörte diesem nach ihren Wiederwahlen am 8. November 1983 mit 100 Prozent (ohne Gegenkandidaten), am 4. November 1986 mit 67,56 Prozent sowie am 6. November 1990 mit 100 Prozent (ohne Gegenkandidaten) vom 3. Januar 1983 bis zum 3. Januar 1995 an. Während ihrer Amtszeit im Senat war sie Vorsitzende des Ausschusses für Landwirtschaft, Naturschutz und Forstwirtschaft und maßgeblich an der Gründung der Alabama School of Mathematics and Science (ASMS) in Mobile 1989 beteiligt. Daneben fungierte sie als Gründungspräsidentin von Mobile Historic Homes Tours sowie des Alabama Forest Resources Center und fungierte zudem als Präsidentin von Mobile Tricentennial, Inc.

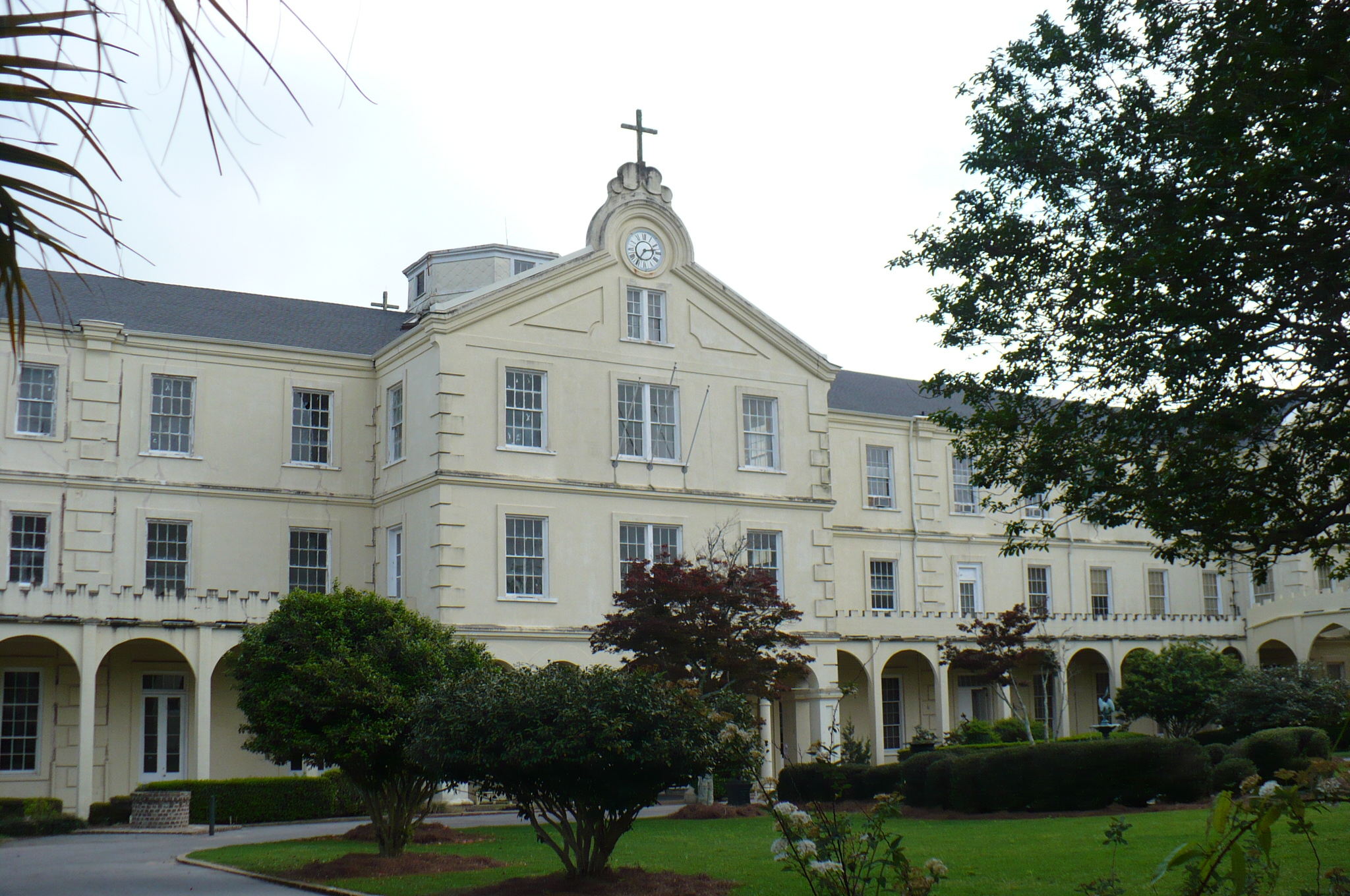
Ann Bedsole engagierte sich unter anderem als Mitglied des Stiftungsrates des Spring Hill College in Mobile.

Bei der Vorwahl (Primary) der Republikaner am 7. Juni 1994 für das Amt des Gouverneurs von Alabama belegte Ann Bedsole mit 54.449 Stimmen (25,63 Prozent) nach Fob James, auf den 84.019 Stimmen (39,54 Prozent) entfielen, den zweiten Platz unter sechs Kandidaten. Bei der darauf folgenden Stichwahl (Runoff) der Republikaner am 28. Juni 1994 verlor sie mit 78.338 Stimmen (37,56 Prozent) jedoch deutlich gegen Fob James, der 130.233 Stimmen (62,44 Prozent) gewann. Sie engagierte sich als Mitglied der Junior League, eine 1901 gegründete private, gemeinnützige ehrenamtliche Bildungsorganisation für Frauen mit dem Ziel, Gemeinschaften und das soziale, kulturelle und politische Gefüge der Zivilgesellschaft zu verbessern, sowie als Mitglied des Stiftungsrates des Spring Hill College in Mobile und des Huntingdon College in Montgomery.
2000 kandidierte Ann Bedsole als Parteilose für das Amt der Bürgermeisterin von Mobile, belegte aber mit 6839 Stimmen (13,83 Prozent) im ersten Wahlgang am 23. August 2005 nur den dritten Platz unter vier Kandidaten und verpasste somit die Stichwahl am 13. September 2005, bei der Sam Jones mit 9967 Stimmen (56,47 Prozent) zum neuen Bürgermeister gewählt wurde. Sie wurde vom „Montgomery Advertiser“ sowie vom „Alabama Journal“ mit dem Meritorious Public Service Award ausgezeichnet und erhielt außerdem Ehrendoktorwürden der Rechtswissenschaften vom Mobile College und vom Huntingdon College. 1949 heiratete sie John Henry „Rod“ Martin, Jr., und sie bekamen zwei Kinder, Mary und John Henry III. 1958 heiratete sie Massey Palmer Bedsole, Jr. (1928–2006), einen Geschäftsmann aus Mobile, mit dem sie ein Kind hatte, Loraine Massey Demmas Bedsole. 2014 heiratete sie Nicholas Hanson Holmes, Jr., der 2016 starb.